# گلنکو (مریلند)
گلنکو (به انگلیسی: Glencoe) یک منطقهٔ مسکونی در ایالات متحده آمریکا است که در شهرستان بالتیمور، مریلند واقع شده‌است.